# Gare de Quévy
La gare de Quévy est une gare ferroviaire belge de la ligne 96, de Bruxelles-Midi à Quévy (frontière), située à Aulnois section de la commune de Quévy dans la province de Hainaut en Région wallonne.
Elle est mise en service en 1857 par la société du chemin de fer de Mons à Hautmont et reprise à bail en 1858 par la Compagnie du Nord - Belge. L'imposant bâtiment voyageurs de style néo-classique, ouvert en 1912, n'est plus utilisé par les voyageurs depuis 2005 et les projets concernant sa restauration et sa réaffectation n'ont pas encore abouti. C'est une halte ferroviaire de la Société nationale des chemins de fer belges (SNCB) desservie par des trains InterCity (IC), Omnibus (L) et Heure de pointe (P).

## Situation ferroviaire
Établie à 141 m d'altitude, la gare frontière de Quévy est située au point kilométrique (PK) 74,9 de la ligne 96, de Bruxelles-Midi à Quévy (frontière), entre les gares ouvertes de Genly (Belgique) et de Hautmont (France), sur la ligne d'Hautmont à Feignies (frontière).
C'était jusqu'à fin 2017 une gare commutable, c'est-à-dire qu'elle permettait le passage entre le « 3 000 V continu belge et le 25 kV alternatif 50 Hz français » par un changement de la tension de la caténaire sur les voies de service. Une section de séparation 3 kV-CC - 25 kV-50 Hz située sur les voies principales permet aux trains remorqués par des locomotives équipées pour les deux types de courant de franchir la gare sans arrêt et sans restriction de vitesse.

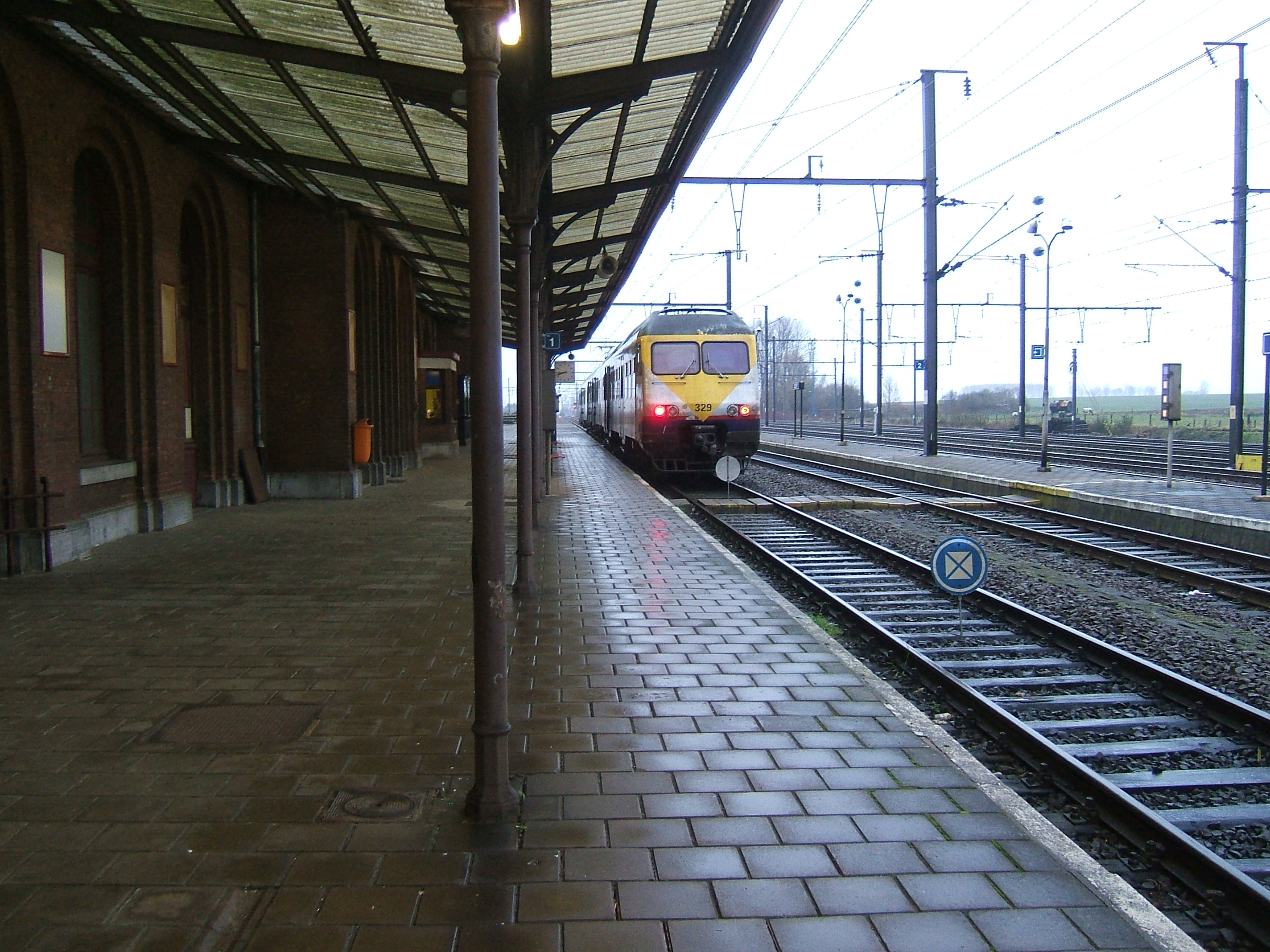
Intérieur de la gare.

## Histoire
La station frontière de Quévy est mise en service le 12 décembre 1857 par la société du chemin de fer de Mons à Hautmont, lorsqu'elle met en service le tronçon de Mons à Quévy en prolongement de la ligne de Bruxelles à Mons ouverte par les Chemins de fer de l'État belge en 1840 et 1841. Comme la ligne, elle est reprise à bail en 1858 par la Compagnie du Nord - Belge.
Un bâtiment voyageurs est édifié en 1857. L'implantation de la voie ferrée en limite du village, permet le développement du quartier de la gare et le développement d'habitations qui font le lien avec le centre d'Aulnois.
L'ancien bâtiment détruit par un incendie est remplacé en 1912 par un imposant édifice de style néo-classique. Il comporte un long corps central encadré par deux volumes cubiques, du fait de sa situation de gare frontière, il est occupé par la douane et la gendarmerie. Une marquise protège le quai situé le long du bâtiment.
Elle est fermée au trafic marchandises en 1988.
En 2004, la SNCB envisage la fermeture du guichet de la gare du fait d'une fréquentation inférieure à 300 voyageurs quotidiens. Le 25 janvier 2005, le comité des Usagers constate que le guichet est fermé mais que la gare est accueillante, avec sa salle d'attente ouverte et du personnel présent.
En 2007, un accord entre la commune et la SNCB prévoit la rénovation du bâtiment de la gare et sa réaffectation en édifice multi-services, mais les conditions imposées par la SNCB sont refusés par Florence Lecompte, bourgmestre, du fait d'un coût trop important pour la commune. Le gros œuvre, murs et toiture, est en bon état mais le bâtiment est maintenant totalement inutilisé par les voyageurs, le guichet, la salle d'attente et le buffet sont fermés.
En 2020 démarrent des travaux de rénovation des quais qui entérinent la mise en impasse de la plupart des voies à quai en direction de la France.
Depuis le 13 décembre 2020, les gares de Quévy, Frameries, Genly et Mévergnies-Attre sont à nouveau desservies les week-ends et jours fériés, par des trains L Ath - Quévy, tandis que les trains L circulant les jours ouvrables qui avaient pour la plupart leur terminus à Tournai, seront tous prolongés jusque Mouscron (sauf entre août 2020 et décembre 2021 où tous les trains circulant entre Tournai et Mouscron seront remplacés par des bus).

## Service des voyageurs

### Accueil
Halte SNCB, c'est un point d'arrêt non géré (PANG) à accès libre.

### Desserte
Quévy est desservie par des trains InterCity (IC), Omnibus (L) et Heure de pointe (P) de la SNCB, qui effectuent des missions sur la ligne 96 (voir brochure SNCB,.).
En semaine, la desserte régulière (chaque heure) est constituée de trains L Mouscron - Tournai - Mons - Quévy, renforcés par :
- un unique train InterCity Quévy - Bruxelles-Aéroport-Zaventem, tôt le matin ;
- un unique train P à destination de Schaerbeek, le matin, (et deux en provenance de Schaerbeek en fin d'après-midi) ;
- des trains P de et vers Mons : deux vers Mons et un en provenance de Manage et Mons le matin ; un en provenance de Mons vers midi, un autre l'après-midi et un le soir.

Les week-ends et jours fériés circulent, chaque heure, des trains L Grammont - Quévy.

### Intermodalité
Un parc pour les vélos et un parking sont aménagés.
La gare est desservie par les bus suivants :
- 96 Mons - Aulnois (TEC) ;
- BLQ Aulnois - Frameries (TEC).

## Comptage voyageurs
Ce graphique et tableau montre le nombre de voyageurs embarquant en moyenne durant la semaine, le samedi et le dimanche.
| Nombre de passagers qui embarquent à la gare de Quévy | Nombre de passagers qui embarquent à la gare de Quévy | Nombre de passagers qui embarquent à la gare de Quévy | Nombre de passagers qui embarquent à la gare de Quévy |
|                                                       | Semaine                                               | Samedi                                                | Dimanche                                              |
| ----------------------------------------------------- | ----------------------------------------------------- | ----------------------------------------------------- | ----------------------------------------------------- |
| 1977                                                  | 317                                                   | 109                                                   | 60                                                    |
| 1978                                                  | 231                                                   | 78                                                    | 49                                                    |
| 1979                                                  | 327                                                   | 98                                                    | 71                                                    |
| 1980                                                  | 249                                                   | 96                                                    | 64                                                    |
| 1981                                                  | 259                                                   | 98                                                    | 71                                                    |
| 1982                                                  | 369                                                   | 92                                                    | 69                                                    |
| 1983                                                  | 355                                                   | 94                                                    | 60                                                    |
| 1984                                                  | 221                                                   | 53                                                    | 36                                                    |
| 1985                                                  | 277                                                   | 50                                                    | 46                                                    |
| 1986                                                  | 222                                                   | 50                                                    | 29                                                    |
| 1987                                                  | 215                                                   | 52                                                    | 39                                                    |
| 1988                                                  | 213                                                   | -                                                     | -                                                     |
| 1989                                                  | 208                                                   | -                                                     | -                                                     |
| 1990                                                  | 109                                                   | -                                                     | -                                                     |
| 1991                                                  | 181                                                   | -                                                     | -                                                     |
| 1992                                                  | 242                                                   | -                                                     | -                                                     |
| 1993                                                  | 254                                                   | -                                                     | 1                                                     |
| 1994                                                  | 251                                                   | -                                                     | -                                                     |
| 1995                                                  | 223                                                   | -                                                     | -                                                     |
| 1996                                                  | 255                                                   | -                                                     | -                                                     |
| 1997                                                  | 346                                                   | -                                                     | -                                                     |
| 1998                                                  | 283                                                   | 10                                                    | 11                                                    |
| 1999                                                  | 111                                                   | 18                                                    | 13                                                    |
| 2000                                                  | 202                                                   | -                                                     | -                                                     |
| 2001                                                  | 220                                                   | -                                                     | -                                                     |
| 2002                                                  | 275                                                   | -                                                     | -                                                     |
| 2003                                                  | 123                                                   | -                                                     | -                                                     |
| 2004                                                  | 195                                                   | -                                                     | -                                                     |
| 2005                                                  | 187                                                   | -                                                     | -                                                     |
| 2006                                                  | 128                                                   | -                                                     | -                                                     |
| 2007                                                  | 133                                                   | -                                                     | -                                                     |
| 2008                                                  | -                                                     | -                                                     | -                                                     |
| 2009                                                  | 124                                                   | -                                                     | -                                                     |
| 2010                                                  | -                                                     | -                                                     | -                                                     |
| 2011                                                  | -                                                     | -                                                     | -                                                     |
| 2012                                                  | 171                                                   | -                                                     | -                                                     |
| 2013                                                  | 194                                                   | -                                                     | -                                                     |
| 2014                                                  | 214                                                   | -                                                     | -                                                     |
| 2015                                                  | 160                                                   | -                                                     | -                                                     |
| 2016                                                  | 184                                                   | -                                                     | -                                                     |
| 2017                                                  | 182                                                   | -                                                     | -                                                     |
| 2018                                                  | 168                                                   | -                                                     | -                                                     |
| 2019                                                  | 175                                                   | -                                                     | -                                                     |
| 2020                                                  | 128                                                   | -                                                     | -                                                     |
| 2021                                                  | -                                                     | -                                                     | -                                                     |
| 2022                                                  | 193                                                   | 126                                                   | 100                                                   |
| 2023                                                  | 234                                                   | 135                                                   | 134                                                   |
| 2024                                                  | 163                                                   | 147                                                   | 166                                                   |

## Galerie de photographies

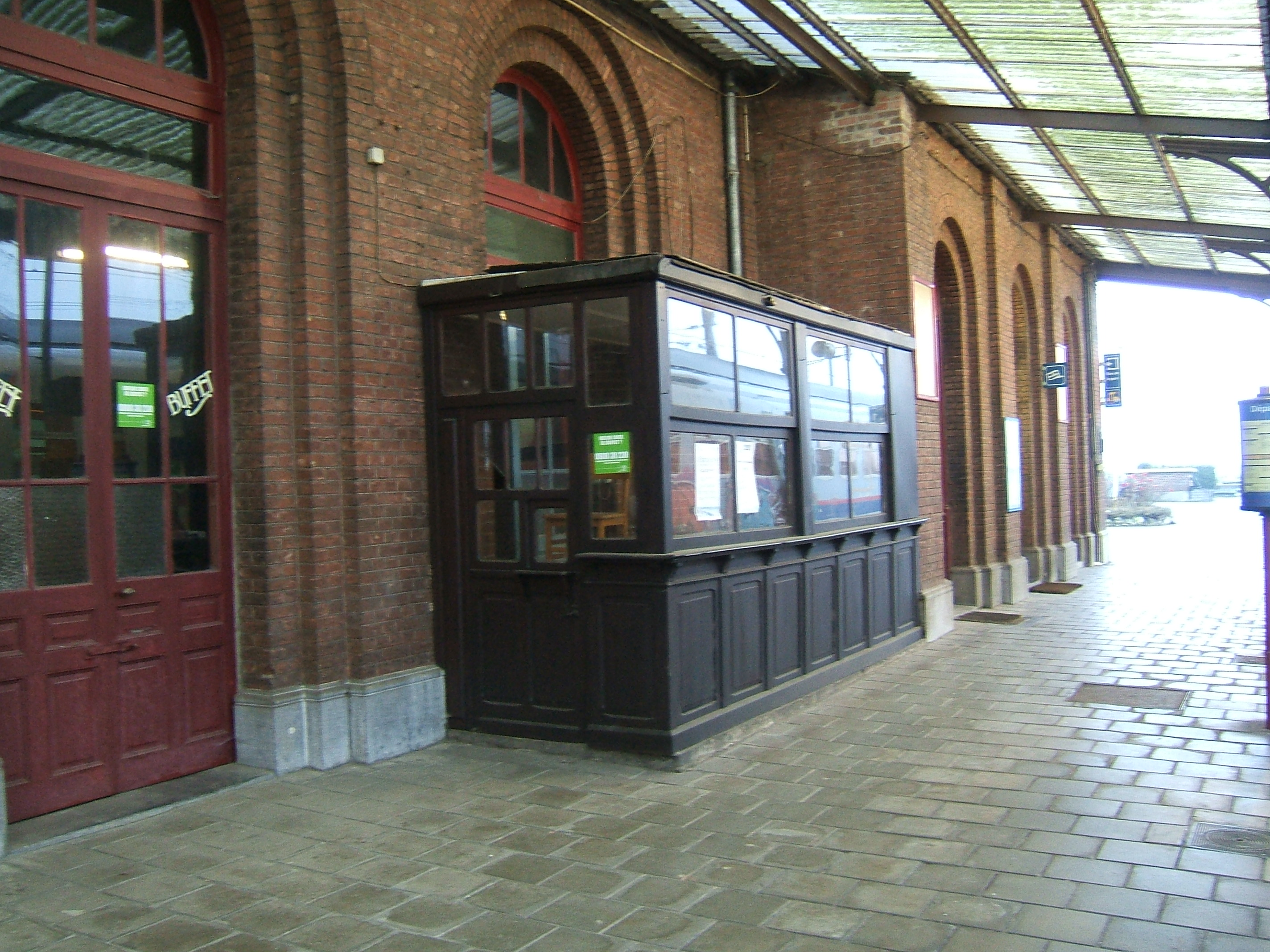
Buffet fermé.
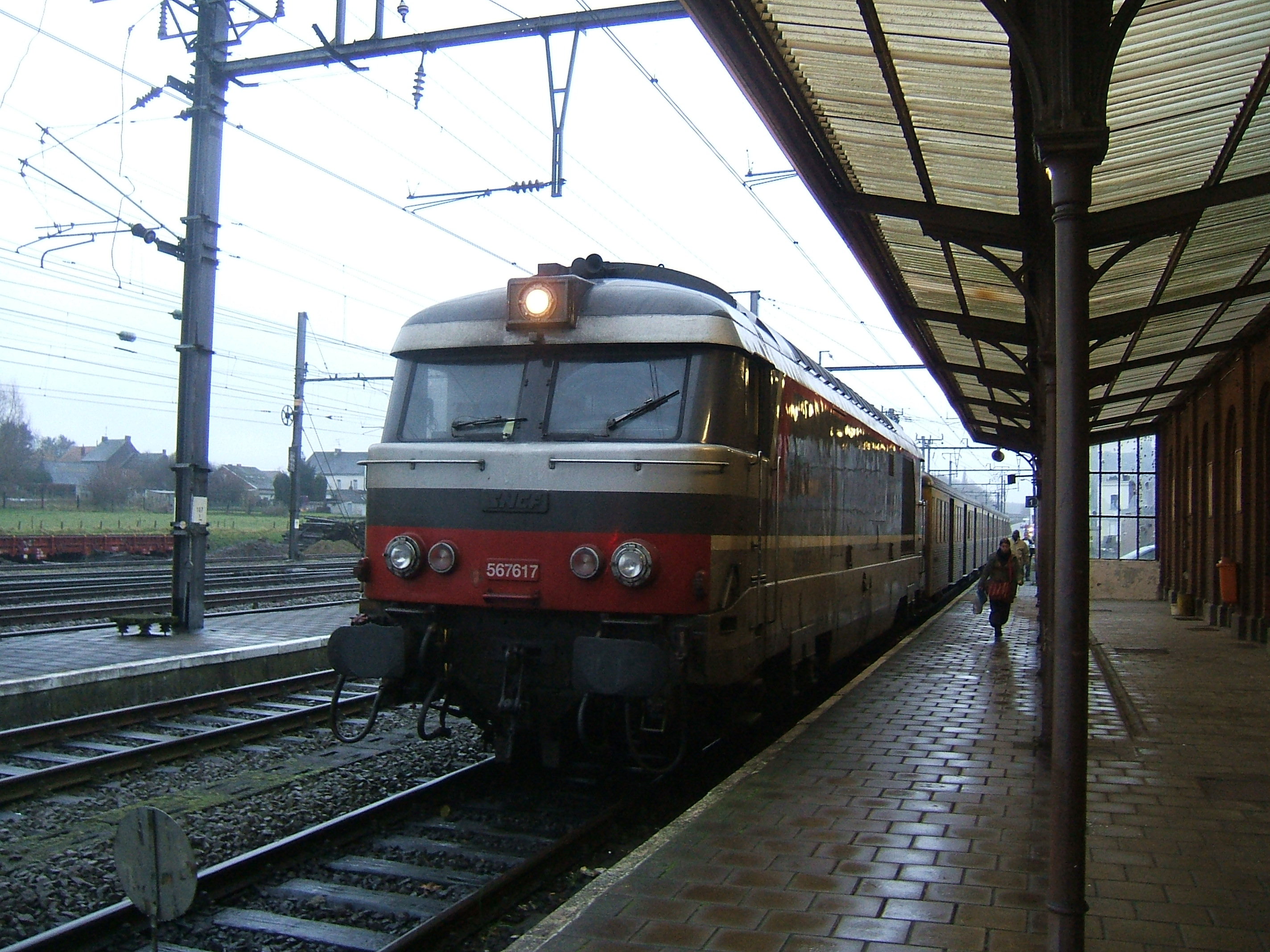
Train français.
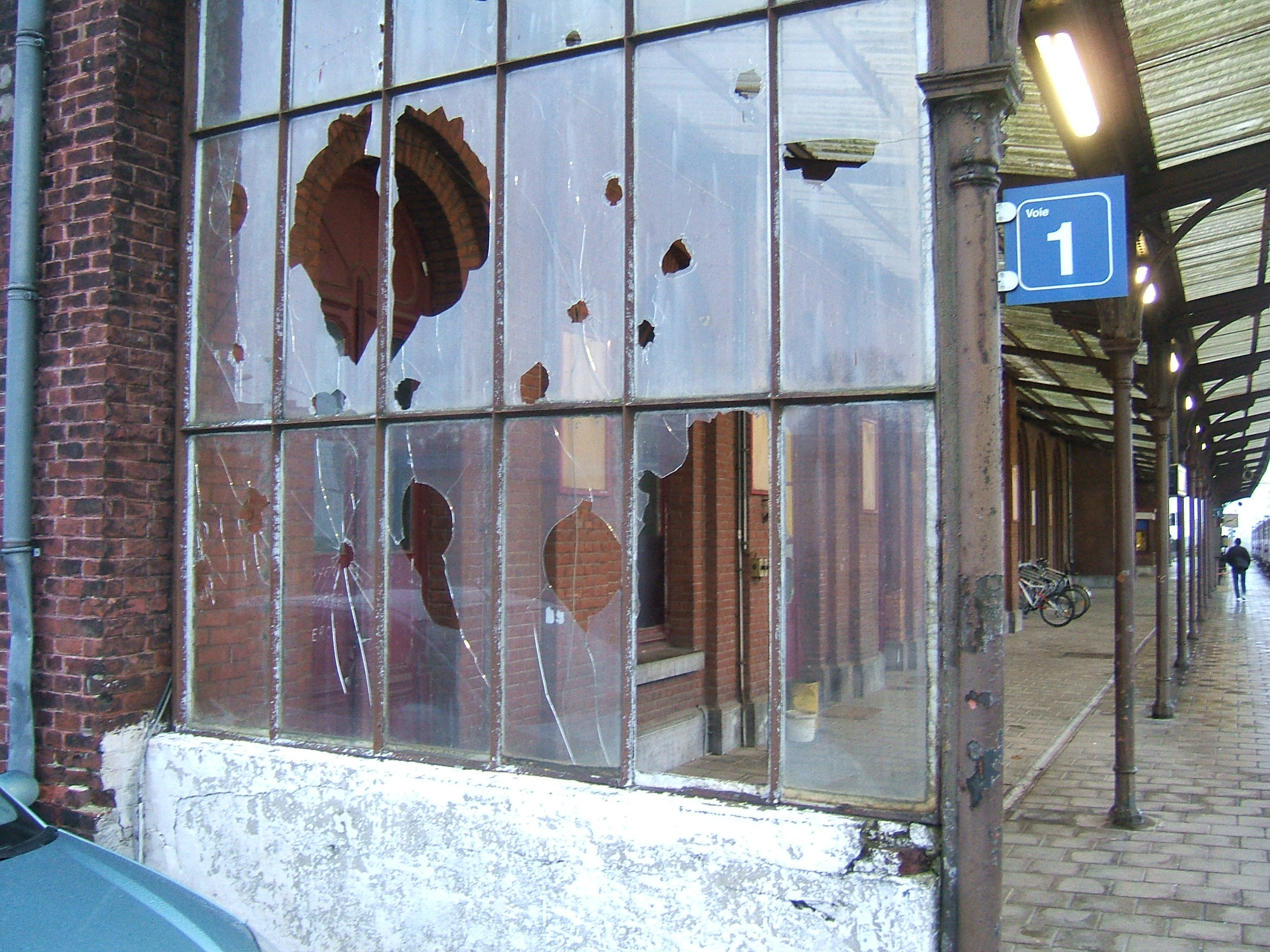
Vitres brisées.
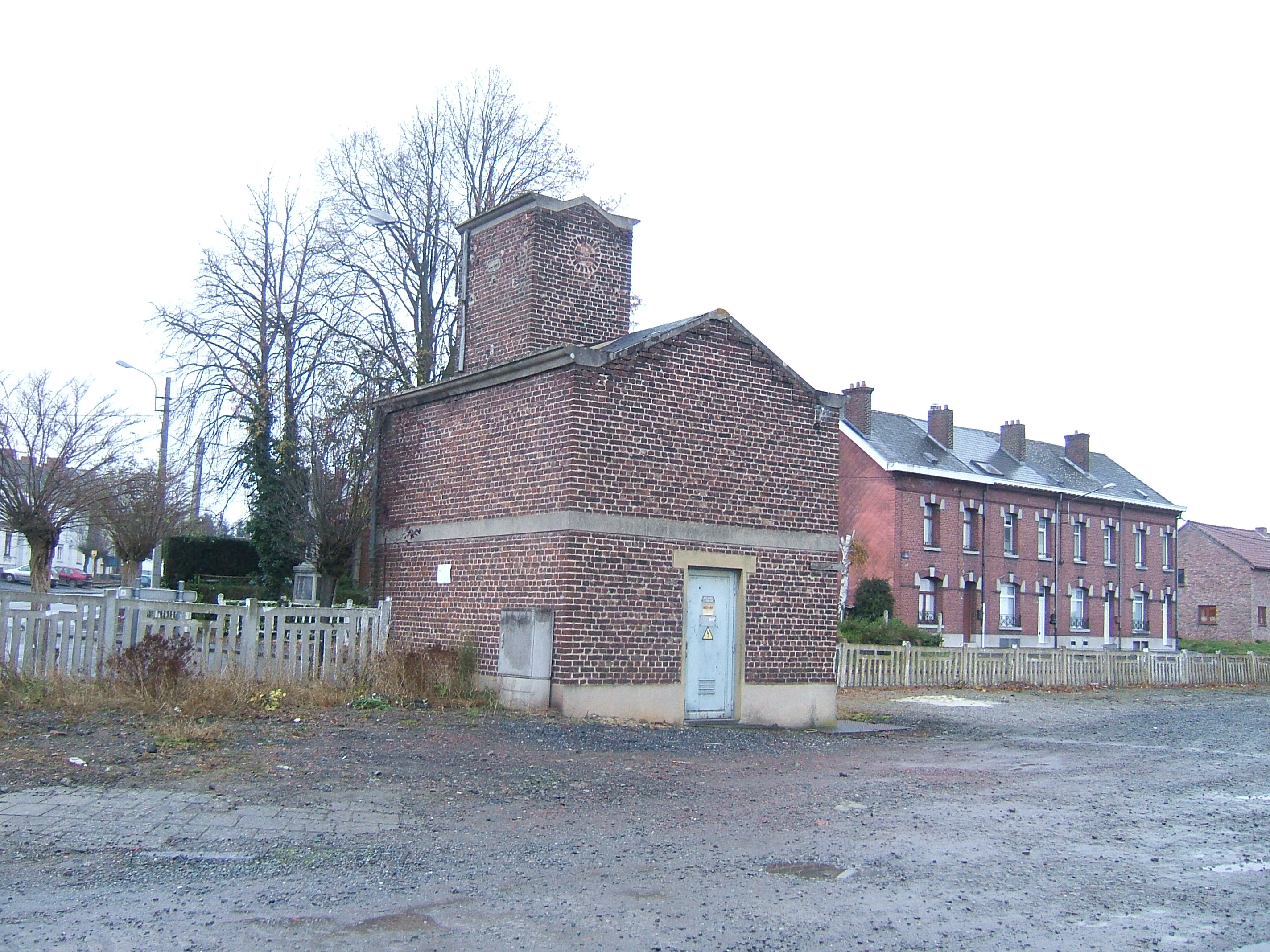
Bâtiment électrique.